# Closterium
Closterium — рід одноклітинних харофітових водоростей з порядку десмідій. Відомо близько 100—300 видів. Трапляються переважно в бентосі та перифітоні, рідше у планктоні . Як і інші десмідії, вони ростуть у помірно трофічних та кислих гумотрофних водах. Однак декілька видів характерні для евтрофічних вод (напр. Closterium venus, Closterium ceratium).

## Опис
Клітина одиночна (рідко агрегована), завдовжки 72-1700 мкм. Має форму півмісяця, іноді веретеноподібна, без характерного для десмідій центрального відступу. Клітини зазвичай звужуються до обох кінців; з гострими, округлими або усіченими кінчиками. Клітинна стінка гладка або з поздовжніми смужками або раковинами, стінка безбарвна, жовтувата або коричнева (іноді лише на кінцях клітини). Клітинна стінка ультраструктурно із зовнішнім, електронно-щільним аморфним шаром та внутрішнім мікрофібрилярним шаром. Перфорації у зовнішньому шарі пов'язані з менш щільними фібрилярними ділянками у внутрішньому шарі, але суцільних пор, як у Desmidiaceae, немає. Стрічки (додаткові перегородки стін) є у деяких видів. хлоропласти зазвичай демонструють двосторонню симетрію, з осьовими або розсіяними піреноїдами. Піреноїди зазвичай численні, за винятком дуже дрібних видів. Ядро посередині між хлоропластами. Кожен кінець клітини має вакуолю, що містять декілька гіпсових зерен.
Безстатеве розмноження проходить шляхом поперечного поділу клітин. Морфогенез дочірніх клітин передбачає утворення нових півклітин шляхом поступового розширення від відрізаного кінця, а в одній видовій групі також передбачається утворення зайвих шматочків стінки (поясних смуг). У деяких видів спостерігаються апланоспори та партеносспори. Статеве розмноження проходить шляхом гомоталічної або гетероталічної кон'югації кон'югацією. Обидві клітини розщеплюються при серединному шві. Зигоспори кулясті, еліпсоїдні, квадратні або неправильні; деякі з розсипаними, широкими конічними виступами або з довгими часточками, оточеними порожніми стінками. Стінка зигоспори гладка, або з ямками, скрокулікуляціями, хребтами або колючками.

## Види
- C. acerosum
- C. calosporum
  - C. calosporum var. himalayense
- C. cornu
- C. ehrenbergii
- C. gracile
- C. incurvum
- C. littorale
- C. lunula
- C. moniliferum
- C. navicula
- C. peracerosum
- C. peracerosum-strigosum-littorale complex
- C. pleurodermatum
- C. pusillum
- C. selenastrum
- C. setaceum
- C. spinosporum
- C. tumidum
- C. venus
- C. wallichii